# Crisis financiera dominicana
La República Dominicana experimentó un gran crecimiento económico en los años 90, que vino a terminar con una recesión económica provocada por una serie de fraudes bancarios (más de 89.000 millones de pesos, equivalentes a US$4.900 millones), destacándose el fraude del Banco Intercontinental (BANINTER), (RD$55.000 millones, equivalentes a US$3.100 millones), y una fuga de capitales de las reservas internacionales del Banco Central Dominicano. 

## Año 2003
El déficit presupuestario total llegó cerca de los US$7.000 millones (RD$125.000 millones); representando cerca más de un tercio del PIB del 2002. Añadiéndose a esto surgió una especulación respecto a los índices reales, que sobrepasó un 130% en el 2003 respecto la moneda nacional, debiéndose esta a una fuga de más de 1.5 billones de dólares (aumentando el déficit de medio circulante a cerca de 5.5 billones), y una inflación cerca del 42%; comprimiendo más aún el PIB del 2003, que finalmente decreció un 1%. Fue la Crisis Bancaria más imponente del 2003, y considerando las proporciones de las demás, respecto al PIB, esta crisis amparó el mayor fraude bancario en la historia contemporánea.

## Año 2004
Fue un año de cierta inestabilidad económica, el IPC o Índices de Precios al Comsumidor llegaron a niveles históricos para aquel momento (Sept-2005, IPC-histórico), la devaluación llegó al tope con un 300% del margen de enero de 2003 y la inflación acumulada anual llegó a un devastador 55%.
En este año se expande la convicción de conveniar con los EE. UU. un Tratado de Libre Comercio con la República Dominicana, conocido internacionalmente como CAFTA-RD (por sus siglas en inglés), y por otra parte el Fondo Monetario Internacional prometió al gobierno de Hipólito Mejía garantías para un acuerdo bilateral para el desembolso de bonos millonarios en alivio del déficit de más de US$7.000 millones en el año 2003, por un monto cercano a los US$1.000 millones.

## Compra del 50% de las empresas eléctricas
A partir de noviembre de 2003 se nota un auge significativo en el mercado cambiario y esto es producto de la compra de parte del gobierno del presidente Hipólito Mejía de las empresas eléctricas, este hecho que le costó $400 millones de dólares al fisco del país fue determinante para la crisis financiera dominicana. En la campaña del año 2000, esta compra fue una de las promesas del candidato presidencial. Este sobregiro en la economía empieza a denotarse durante enero y febrero del año 2004.

## Estadísticas para 2004
En las estadísticas expuestas respecto al IPC el margen es (Diciembre de 2010=100).
| Mes        | Compra US$ por RD$ | IPC al 2010 | Inflación mensual % | Inflación anual % |
| ---------- | ------------------ | ----------- | ------------------- | ----------------- |
| Enero      | 46.6411            | 58,82       | 9,23                | 50,86             |
| Febrero    | 50,4426            | 65,44       | 11,25               | 61,42             |
| Marzo      | 47,1813            | 66,98       | 2,34                | 62,32             |
| Abril      | 44,8114            | 67,44       | 0,70                | 62,98             |
| Mayo       | 47,6920            | 69,21       | 2,63                | 65,29             |
| Junio      | 48,6710            | 70,59       | 1,99                | 60,35             |
| Julio      | 45,5559            | 71,03       | 0,62                | 55,64             |
| Agosto     | 42,1052            | 71,41       | 0,54                | 51,84             |
| Septiembre | 37,6214            | 70,60       | -1,13               | 47,89             |
| Octubre    | 32,9781            | 71,55       | 1,35                | 46,09             |
| Noviembre  | 30,1345            | 70,37       | -1,65               | 35,53             |
| Diciembre  | 29,3291            | 69,33       | -1,49               | 28,74             |
| Promedio   | 41,9303            | 68,56       | 2,19                | 51,46             |

## Año 2005

### El IPC vs. Mercado Cambiario
El año 2005 fue enigmático para muchos analistas de la crisis dominicana, principalmente por el estatus del IPC sobre la paridad del mercado cambiario, donde el IPC subió hasta cifras récords cuando la principal moneda para el intercambio comercial interno o externo (el dólar estadounidense vs. $RD) se sincerizó un -50% respecto al año anterior (récords del IPC en este caso se refieren a cifras de todos los tiempos alcanzadas en el año 2005). Este hecho infiere una sobrevaluación de la moneda dominicana relativa a la inflación acumulada desde el inicio de la crisis y sin la presencia de algún descenso considerable en esta última (en el presente año donde el peso dominicano se expone aparentemente estable) que en efecto conlleva a una economía de paridad adquisitiva desproporcionada para el consumidor en general.
En 2005 se estimó que en al IPC la tasa de cambio del peso dominicano con el dólar debería ubicarse entre los 42 y 45 pesos dominicanos frente al dólar o incluso una cifra mayor. No obstante en se año edicha tasa promedio era de 33.00 pesos por dólar. Esta última en efecto al alza uniformemente comprendida en mes de octubre, pero aun con esta alza del dólar frente al peso dominicano muchos analistas estimaron que aún no había comenzado a sincerizarse la moneda (la razón fue que el IPC que no cedía).
En 2005 también surgió una polémica auspiciada por los sectores hoteleros y turísticos, por recomendaciones del FMI, de ciertos economistas, y de empersariso empresarios, para solucionar la por la escasa competitividad debida al IPC o los costos de producción para participar en buenas condiciones en el DR-CAFTA, entre otros; para que el peso dominicano se ubicara en una tasa de 37 o 38 pesos por dólar.

### Las tasas de interés
Las tasas de interés en el entorno bancario desataron otra polémica más, especialmente entre los sectores que tienden a depender de este valor. En el gobierno del presidente Mejía las tasas de la reserva del Banco Central se ubicaban en el margen de 40% en un plazo a 18 meses, pero a poco menos de un año de cumplirse el mandato del presidente Fernández las tasas en el mismo rango se encontraban apenas en un 16%, y aquellas que se expandían sobre los 20%-25% hace un año, apenas alcanzaban el 10%. 
Este hecho desató polémica entre analistas y economistas, pues según su criterio las tasas de interés no eran fieles a la tasa de depreciación del peso dominicano, que es un valor fundamental al determinar las tasas de interés en todos los rincones del mundo.

### Polémica PIB
Representantes de la mayor entidad bancaria del país, el Banco Central de la República Dominicana, consideraron que el crecimiento del PIB anual sería al 10%, mientras que el FMI estimaba un crecimiento moderado. Algunos analistas juzgaron que si había algún progreso el PIB no sería significativo, pues estiman que la Paridad de Poder Adquisitivo decrecería de manera importante.

## Estadísticas para 2005
En las estadísticas expuestas respecto al IPC el margen es (Diciembre de 2010=100).
| Mes        | Compra US$ por RD$ | IPC al 2010 | Inflación mensual % | Inflación anual % |
| ---------- | ------------------ | ----------- | ------------------- | ----------------- |
| Enero      | 30,39              | 69,87       | 0,79                | 18,79             |
| Febrero    | 29,21              | 69,90       | 0,04                | 6,82              |
| Marzo      | 28,57              | 69,85       | –0,07               | 4,29              |
| Abril      | 28,54              | 70,07       | 0,31                | 3,90              |
| Mayo       | 28,90              | 69,86       | –0,30               | 0,93              |
| Junio      | 29.08              | 69,90       | 0,06                | –0,98             |
| Julio      | 29,06              | 70,32       | 0,60                | –1,00             |
| Agosto     | 29,12              | 71,26       | 1,34                | –0,22             |
| Septiembre | 30,82              | 73,58       | 3,26                | 4,22              |
| Octubre    | 32,40              | 74,40       | 1,11                | 3,97              |
| Noviembre  | 33,25              | 73,77       | –0.84               | 4,83              |
| Diciembre  | 33,19              | 74,48       | 0.96                | 7,44              |
| Promedio   | 00.0000            | 00.000      | 0.00                |                   |

- La tasa del dólar es un promedio.[2]